# کریستوفر اپرا
کریستوفر اپرا (فرانسوی: Christopher Opéri‎؛ زادهٔ ۲۹ آوریل ۱۹۹۷) بازیکن فوتبال اهل ساحل عاج است.